# Barney Burman
Barney Burman é um maquiador estadunidense. Venceu o Oscar de melhor maquiagem e penteados na edição de 2010 por Star Trek, ao lado de Mindy Hall e Joel Harlow.